# Сербські залізниці
Сербські залізниці (серб. Железнице Србије, Železnice Srbije ad) — державна компанія, єдиний залізничний перевізник вантажів і пасажирів по залізницях у Сербії.
У розпорядженні компанії знаходиться мережа з 4347 км з європейською колією, 32 % доріг електрифіковані.
Початок Сербських залізниць як компанії відноситься до 1881 року, коли Король Мілан IV Обренович заявив про утворення сербських національних залізниць. Перший поїзд вирушив із Белграда в Ниш 23 серпня 1884, що вважається офіційною датою створення компанії.
З 1920-х років і до розпаду Югославії вона діяла під назвою «Югославські залізниці».
Електрифікація залізниць почалася з 1970 року.

## Рухомий склад
Тяговий рухомий склад компанії «Сербські залізниці» складається з електропоїздів серії 412, електровозів серій 441, 444 та 461, тепловозів серій 661, 662, 643, 642, 644, 645, 666, дизель-поїздів серій 710, 712, 812.